# René Warcollier
René Warcollier (Omonville-la-Rogue, 8 aprile 1881 – Parigi, 23 maggio 1962) è stato un ingegnere chimico e parapsicologo francese.

## Biografia
Nel 1903 si laureò in chimica all'École nationale supérieure di Parigi, brevettando successivamente alcuni schermi speciali per la proiezione di film e vari processi chimici per la produzione sintetica di pietre preziose.
Tesoriere dell'Institut Métapsychique International dal 1929 al 1938, nei due anni seguenti fu redattore della rivista Revue Métapsychique, ricoprendo la carica di presidente dell'istituto dal 1951 al 1962.

## Studi
Gli studi di parapsicologia di Warcollier riguardarono principalmente esperimenti di telepatia, durante i quali uno o più "agenti" osservavano un'immagine bersaglio, mentre uno o più "percipienti" dovevano tentare di riprodurla senza vedere o completamente bendati. Dopo il 1922, la maggioranza dei suoi test interessò coppie di mittenti e destinatari che erano di stanza nel territorio francese. Collaborando con Gardner Murphy eseguì anche alcuni esperimenti, nei quali le squadre di mittenti-destinatari erano rispettivamente di stanza in Francia e a New York, ovvero in Francia e Gran Bretagna.
I sostenitori di Warcollier affermarono che il suo metodo sperimentale rappresentava un progresso rispetto agli studi precedenti, in termini sperimentali e di significatività scientifica, in particolar per la scelta di utilizzare disegni di oggetti reali come stimoli target. Un importante critico contemporaneo fu il matematico e parapsicologo britannico Samuel Soal, il quale affermò che il metodo di Warcollier non era ottimale poiché i campioni target non erano casualizzati a sufficienza e che le corrispondenze tra obiettivi e risposte dei percipienti venivano identificate senza il vincolo di criteri formali e oggettivi.
Warcollier scartò il metodo statistico e tentò di ottenere prove dirette per la telepatia. A conclusione dei suoi esperimenti, affermò che gli uomini trasmettono i pensieri meglio delle donne, ma che queste ultime sono i migliori ricevitori, e che i giovani sono più sensibili alle impressioni mentali rispetto agli anziani. I suoi esperimenti furono accolti positivamente da un ristretto novero di parapsicologi come Harry Price e, in generale, criticati dalla comunità scientifica.
I suoi risultati sperimentali furono pubblicati tra il 1924 e il 1962 in una serie di 56 articoli di Revue Métapsychique, di cui si ricordano in particolare La télépathie expérimentale (1926) e Étude de dessins télépathiques de M. Vigneron au cours de vingt ans d'expérimentation (1951). Risultati e riflessioni teoriche furono raccolti anche in alcune monografie quali La Télepathie (1921), che Gardner Murphy fece tradurre e pubblicare negli Stati Uniti, e La Métapsychique, uscita in stampa nel 1940 e nel 1946.

## Opere (selezione)
- La télépathie expérimentale (1926)
- Étude de dessins télépathiques de M. Vigneron au cours de vingt ans d'expérimentation (1951)